# Danny Paton
Danny Paton (West Calder, 27 gennaio 1936 – Livingston, 10 marzo 2011) è stato un calciatore scozzese, di ruolo centrocampista.

## Carriera
Formatosi nel Newtongrange Star, nel 1957 viene ingaggiato dagli Hearts. Con i Maroons vive, pur da rincalzo, sette stagioni ricche di successi, vincendo due campionati, nel 1957-1958 e 1959-1960, e tre Scottish League Cup, giocando da titolare nel 1962 la finale vinta contro il Kilmarnock. Con gli Hearts Paton ha giocato nelle competizioni ufficiali 81 incontri, segnando 34 reti.
Nel 1964 si trasferisce all'Oxford Utd, squadra inglese militante nella Fourth Division 1964-1965, chiusa con la promozione in terza serie.
Dal 1965 al 1969 gioca con i dilettanti del Bedford Town.
Nel 1970 si trasferì negli Stati Uniti d'America per militare nei Washington Darts, franchigia della North American Soccer League.
Con i Darts raggiunse la finale della North American Soccer League 1970, perdendola contro i Rochester Lancers. Paton giocò entrambe le partite di finale, di cui quella di andata del 5 settembre da titolare.
Nel corso della stagione seguente passa agli Atlanta Chiefs, con cui raggiunse le finali del torneo, perse contro i Dallas Tornado. Nelle finali del 1971, Paton giocò per gli Chiefs tutte e tre le sfide contro i texani del Dallas Tornado.
Rimarrà ad Atlanta sino al 1973, anno in cui al termine del campionato la franchigia chiuse i battenti.

## Palmarès
- Campionato scozzese: 2

Hearts: 1957-1958, 1959-1960
- Scottish League Cup: 4

Hearts: 1958-1959, 1959-1960, 1962-1963